# Синхронне плавання на Чемпіонаті світу з водних видів спорту 2001
Змагання з синхронного плавання на Чемпіонаті світу з водних видів спорту 2001 відбулися в комплексі Маріне-Мессе в місті Фукуока (Японія).

## Таблиця медалей
| Місце              | Країна             | Золото | Срібло | Бронза | Загалом |
| ------------------ | ------------------ | ------ | ------ | ------ | ------- |
| 1                  | Росія (RUS)        | 2      | 1      | 0      | 3       |
| 2                  | Японія (JPN)       | 1      | 1      | 1      | 3       |
| 3                  | Франція (FRA)      | 0      | 1      | 0      | 1       |
| 4                  | Канада (CAN)       | 0      | 0      | 2      | 2       |
| Загалом (4 збірні) | Загалом (4 збірні) | 3      | 3      | 3      | 9       |

## Медальний залік
| Дисципліна | Золото | Срібло | Бронза |
| ---------- | --- | --- | --- |
| Соло       | Ольга Бруснікіна (RUS) 99.434 | Віржині Дідьє (FRA) 98.287 | Мія Татібана (JPN) 97.870 |
| Дует       | Мія Татібана (JPN) Міхо Такеда (JPN) 98.910 | Анастасія Давидова (RUS) Анастасія Єрмакова (RUS) 98.390                                                                                     | Клер Карвер-Діас (CAN) Фанні Летурно (CAN) 96.704 |
| Група      | Росія (RUS) Анастасія Давидова Анастасія Єрмакова Ірина Толкачова Олена Овчинникова Ганна Шоріна Ельвіра Хасянова Світлана Петрачина Юлія Шестакович Марія Громова 98.917 | Японія (JPN) Йоко Йонеда Юрі Тацумі Мітійо Фудзімару Сатое Хокода Тіакі Ватанабе Наоко Кавасіма Еміко Судзукі Сахо Харада Міхо Такеда 98.083 | Канада (CAN) Клер Карвер-Діас Фанні Летурно Катрін Ґарсо Ерін Чан Джессіка Чейс Лінн Джонсон Емі Каскі Сара Петров Шейна Макконі Сара Л. Александер 97.453 |